# Colorado City (Arizona)
Pour les articles homonymes, voir Colorado City.
La ville américaine de Colorado City est située dans le comté de Mohave, dans l’État de l'Arizona, à la frontière de l'Utah. En 2010, sa population s’élevait à 4 821 habitants tandis que la ville voisine de Hildale comptait 2 726 habitants, soit un total de 7 547 habitants dans la zone urbaine.
Colorado City a la particularité d'avoir été fondée par l'Église fondamentaliste de Jésus-Christ des saints des derniers jours pratiquant la polygamie, après l'abandon de cette pratique en 1890 par l'Église de Jésus-Christ des saints des derniers jours, ils se regroupèrent dans cette région pour fonder Colorado City et Hildale. Aujourd'hui, plus de 95 % des habitants de Colorado City et Hildale font partie de l'Église fondamentaliste de Jésus-Christ des saints des derniers jours. 
Le taux élevé de natalité a entraîné une forte augmentation de la population, passant de 480 habitants en 1970 à 1 439 en 1980, 2 426 en 1990, 3 334 en 2000, puis 4 821 en 2010. Toutefois, on assiste depuis 2009 à un net déclin de la natalité : en 2009, on comptait 467 naissances dans les deux villes de Colorado City et Hildale, contre seulement 42 naissances en 2013.

## Démographie
| 1980  | 1990  | 2000  | 2010  | - | - |
| ----- | ----- | ----- | ----- | - | - |
| 1 439 | 2 426 | 3 334 | 4 821 | - | - |